# Космически медал на честта на Конгреса на САЩ
Космическият медал на честта на Конгреса на САЩ (на английски: Congressional Space Medal of Honor) е гражданско отличие на САЩ, присъждано на астронавти за изключителни заслуги в областта на аерокосмическите изследвания.

## История
Учреден е от Конгреса на САЩ на 29 септември 1969 г. За първи път е връчен на 1 октомври 1978 г. Негов първи носител е Нийл Армстронг. Медалът е граждански еквивалент на военния Медал на честта, който се присъжда за изключителни заслуги на бойното поле. Медалът се поднася на наградения лично от президента на САЩ. За последен път медалът е връчен на 26 април 2006 г. Негов последен (до момента) носител е Робърт Крипън.

## Статистика
Едва 28 астронавти са наградени с това най-високо гражданско отличие за принос в космическите изследвания – 23 мъже и 5 жени. От тях 17 са наградени посмъртно след катастрофи на космическите кораби „Аполо 1“, „Чалънджър“ и „Колумбия“. Израелският астронавт Илан Рамон е единственият чуждестранен гражданин, носител на медала.

## Носители на медала
| Снимка            | Име             | Дата                            | Награден от              | Заслуги                                                                                           |
| ----------------- | --------------- | ------------------------------- | ------------------------ | ------------------------------------------------------------------------------------------------- |
| Neil Armstrong    | Нийл Армстронг  | 1 октомври 1978 г.              | Джими Картър             | Командир на Аполо 11. Първия човек стъпил на Луната.                                              |
| Frank Borman      | Франк Борман    | 1 октомври 1978 г.              | Джими Картър             | Командир на Аполо 8. Първи полет на космически кораб до Луната.                                   |
| Pete Conrad       | Чарлс Конрад    | 1 октомври 1978 г.              | Джими Картър             | Командир на Скайлаб 2. Авариен ремонт на първата орбитална станция на САЩ.                        |
| John Glenn        | Джон Глен       | 1 октомври 1978 г.              | Джими Картър             | Пилот на Мъркюри 6. Първи американец на околоземна орбита.                                        |
| Gus Grissom       | Върджил Грисъм  | 1 октомври 1978 г. (посмъртно)  | Джими Картър             | Командир на Мъркюри 4, Джемини 3 и Аполо 1. Загинал при предстартов тест на Аполо 1.              |
| Alan Shepard      | Алън Шепърд     | 1 октомври 1978 г.              | Джими Картър             | Пилот на Мъркюри 3. Първи космически полет на астронавт от САЩ.                                   |
| John Young        | Джон Йънг       | 19 май 1981 г.                  | Роналд Рейгън            | Командир на първата мисия на космическата совалка.                                                |
| Thomas Stafford   | Томас Стафорд   | 19 януари 1993 г.               | Джордж Хърбърт Уокър Буш | Аполо-Союз, командир на американския космически кораб.                                            |
| James Lovell      | Джеймс Ловел    | 26 юли 1995 г.                  | Бил Клинтън              | Командир на Аполо 13.                                                                             |
| Shannon Lucid     | Шанън Лусид     | 2 декември 1996 г.              | Бил Клинтън              | Жената с най-дълъг престой в космоса по онова време.                                              |
| Roger Chaffee     | Роджър Чафи     | 17 декември 1997 г. (посмъртно) | Бил Клинтън              | Загинал на борда на Аполо 1.                                                                      |
| Edward White      | Едуард Уайт     | 17 декември 1997 г. (посмъртно) | Бил Клинтън              | Загинал на борда на Аполо 1.                                                                      |
| William Shepherd  | Уилям Шепърд    | 15 януари 2003 г.               | Джордж Уокър Буш         | Командир на първата експедиция до МКС.                                                            |
| Rick Husband      | Рик Хъсбанд     | 3 февруари 2004 г. (посмъртно)  | Джордж Уокър Буш         | Командир на STS-107. Загинал на борда на космическата совалка Колумбия.                           |
| Willie McCool     | Уили Маккул     | 3 февруари 2004 г. (посмъртно)  | Джордж Уокър Буш         | Загинал на борда на космическата совалка Колумбия.                                                |
| Michael Anderson  | Майкъл Андерсън | 3 февруари 2004 г. (посмъртно)  | Джордж Уокър Буш         | Загинал на борда на космическата совалка Колумбия.                                                |
| Kalpana Chawla    | Калпана Чаула   | 3 февруари 2004 г. (посмъртно)  | Джордж Уокър Буш         | Загинала на борда на космическата совалка Колумбия.                                               |
| David Brown       | Дейвид Браун    | 3 февруари 2004 г. (посмъртно)  | Джордж Уокър Буш         | Загинал на борда на космическата совалка Колумбия.                                                |
| Laurel Clark      | Лоръл Кларк     | 3 февруари 2004 г. (посмъртно)  | Джордж Уокър Буш         | Загинала на борда на космическата совалка Колумбия.                                               |
| Ilan Ramon        | Илан Рамон      | 3 февруари 2004 г. (посмъртно)  | Джордж Уокър Буш         | Загинал на борда на космическата совалка Колумбия. Единственият чужд гражданин носител на медала. |
| Dick Schobee      | Френсис Скоби   | 23 юли 2004 г. (посмъртно)      | Джордж Уокър Буш         | Командир на STS-51-L. Загинал на борда на космическата совалка Чалънджър.                         |
| Michael Smith     | Майкъл Смит     | 23 юли 2004 г. (посмъртно)      | Джордж Уокър Буш         | Загинал на борда на космическата совалка Чалънджър.                                               |
| Judith Resnik     | Джудит Резник   | 23 юли 2004 г. (посмъртно)      | Джордж Уокър Буш         | Загинала на борда на космическата совалка Чалънджър.                                              |
| Ronald McNair     | Роналд Макниър  | 23 юли 2004 г. (посмъртно)      | Джордж Уокър Буш         | Загинал на борда на космическата совалка Чалънджър.                                               |
| Ellison Onizuka   | Елисън Онизука  | 23 юли 2004 г. (посмъртно)      | Джордж Уокър Буш         | Загинал на борда на космическата совалка Чалънджър.                                               |
| Greg Jarvis       | Грегъри Джарвис | 23 юли 2004 г. (посмъртно)      | Джордж Уокър Буш         | Загинал на борда на космическата совалка Чалънджър.                                               |
| Christa McAuliffe | Криста Маколиф  | 23 юли 2004 г. (посмъртно)      | Джордж Уокър Буш         | Загинала на борда на космическата совалка Чалънджър.                                              |
| Robert Crippen    | Робърт Крипън   | 26 април 2006 г.                | Джордж Уокър Буш         | Пилот на първата мисия на космическата совалка.                                                   |